# 事業所税
事業所税 (じぎょうしょぜい) は、日本の指定都市等が、都市環境の整備及び改善に関する事業に要する費用に充てることを目的として、課す税金である（地方税法701条の30）。 地方税であり、1975年に創設された。
人口30万人以上の都市等が、企業の業績にかかわりなく一定の規模を超えた事業所に課す（東京23区内では東京都が課す）。その使途は、法律によって定められ、道路、学校、上下水道など整備事業、公害防止、防災事業に充当される。
かつては事業に係る事業所税と新増設に係る事業所税に区分されていたが、後者は2003年3月をもって廃止された。

## 該当する指定都市等
1. 東京都（区部）
2. 地方自治法252条の19第1項の都市（20市） 
札幌市、仙台市、新潟市、千葉市、さいたま市、横浜市、川崎市、相模原市、静岡市、浜松市、名古屋市、京都市、大阪市、堺市、神戸市、岡山市、広島市、北九州市、福岡市、熊本市
3. 首都圏整備法2条第3項 に規定する既成市街地を有する市及び近畿圏整備法2条第3項 に規定する既成都市区域を有する市（8市）
川口市、武蔵野市、三鷹市、守口市、東大阪市、尼崎市、西宮市、芦屋市
4. 1又は2以外の市で人口30万以上のもののうち政令(地方税法施行令56条の15)で指定するもの（48市） 
旭川市、秋田市、郡山市、いわき市、宇都宮市、前橋市、高崎市、川越市、所沢市、越谷市、市川市、船橋市、松戸市、柏市、八王子市、町田市、横須賀市、藤沢市、富山市、金沢市、長野市、岐阜市、豊橋市、岡崎市、一宮市、春日井市、豊田市、四日市市、大津市、豊中市、吹田市、高槻市、枚方市、姫路市、明石市、奈良市、和歌山市、倉敷市、福山市、高松市、松山市、高知市、久留米市、長崎市、大分市、宮崎市、鹿児島市、那覇市

## 納税義務者
次のいずれかに該当する事業者が納税義務の対象となる。
資産割
指定都市等内（東京23区内は23区内の合計）で、使用する事業所等の床面積（非課税床面積を除く）の合計が1,000平方メートルを超える規模で事業を行う法人と個人事業者。1平方メートル当たり600円。床面積の合計が1,000平方メートル以下でも、自治体が定める条件（800平方メートルを超える、800平方メートル以上、700平方メートルを超えるなど）を満たしている場合は申告のみ必要。
従業員割
指定都市等内（東京23区内は23区内の合計）で、従業者数（非課税従業者数を除く）の合計が100人を超える規模で事業を行う法人と個人事業者。給与総額の0.25パーセント。従業者数の合計が100人以下でも、自治体が定める条件（80人を超える、80人以上、70人を超えるなど）を満たしている場合は申告のみ必要。

## 申告と納付
法人は事業年度終了の日から二月以内に申告納付をし、個人事業者はその年の翌年3月15日までに申告納付をする。
申告・納付先は市または主たる事業所等の所在する区を所管する都税事務所。